# Thorkild Hansen
Thorkild Hansen född 9 januari 1927 i Hellerup Danmark, död 4 februari 1989 under en kryssning i Karibien, var en dansk författare.
Hansen studerade litteraturhistoria vid Köpenhamns universitet. Han bodde och arbetade i Paris 1947–1952, som utrikeskorrespondent för danska tidningar. Senare arbetade han som recensent och kulturjournalist vid tidningen Information. 1960–1961 deltog han i arkeologiska expeditioner till Persiska viken och Egypten.
Hansen debuterade med Minder svøbt i vejr, 1947, men är troligtvis mest känd för sin romantrilogi om den danska slavhandeln: Slavernes kyst (1967), Slavernes skibe (1968) och Slavernes øer (1970). För dessa verk mottog han Nordiska rådets litteraturpris 1971.
1978 utgav han trebandsbiografin Prosessen mod Hamsun, som väckte stor debatt, inte minst i Norge. Biografin har även blivit filmatiserad 1996, (se vidare, Hamsun), med Max von Sydow i rollen som Knut Hamsun. Efter den boken slutade han att skriva historiska böcker och flyttade 1982 till Frankrike.